# Argyresthia
Argyresthia là một chi bướm đêm thuộc họ Yponomeutidae. Một số tác giả nâng phân họ (Argyresthiinae) thành họ đầy đủ.

## Các loài
- Argyresthia abdominalis - Zeller, 1839
- Argyresthia abies - Freeman, 1972
- Argyresthia achillella - Costa, 1836
- Argyresthia aerariella - Stainton, 1871
- Argyresthia affinis - Braun, 1940
- Argyresthia albicomella - Moriuti, 1969
- Argyresthia albistria - Haworth, 1828
- Argyresthia alpha - Friese & Moriuti, 1968
- Argyresthia alternatella - Kearfott, 1908
- Argyresthia altissimella - Chambers, 1877
- Argyresthia amiantella - Zeller, 1847
- Argyresthia andereggiella - Duponchel, 1838
- Argyresthia angusta - Moriuti, 1969
- Argyresthia annettella - Busck, 1907
- Argyresthia anthocephala - Meyrick, 1936
- Argyresthia aphoristis - Meyrick, 1938
- Argyresthia apicimaculella - Chambers, 1874
- Argyresthia arceuthina - Zeller, 1839
- Argyresthia arceuthobiella - Busck, 1917
- Argyresthia atlanticella - Rebel, 1940
- Argyresthia atmoriella - Bankes, 1896
- Argyresthia aureoargentella - Brower, 1953
- Argyresthia aurivittella - Wood, 1839
- Argyresthia aurulentella - Stainton, 1849
- Argyresthia austerella - Zeller, 1873
- Argyresthia belangerella - Chambers, 1875
- Argyresthia bergiella - Ratzeburg, 1840
- Argyresthia beta - Friese & Moriuti, 1968
- Argyresthia biruptella - Zeller, 1877
- Argyresthia bolliella - Busck, 1907
- Argyresthia bonnetella
- Argyresthia brockeella - Hübner, 1805
- Argyresthia caesiella - Treitschke, 1833
- Argyresthia calliphanes - Meyrick, 1913
- Argyresthia canadensis - Canadian Arborvitae Leafminer - Freeman, 1972
- Argyresthia carcinomatella - Zeller, 1877
- † Argyresthia castaneella - Chestnut Ermine Moth (extinct)
- Argyresthia certella - Zeller, 1847
- Argyresthia chalcocausta - Meyrick, 1935
- Argyresthia chalcochrysa - Meyrick, 1918
- Argyresthia chamaecypariae - Moriuti, 1965
- Argyresthia chionochrysa - Meyrick, 1931
- Argyresthia chrysidella - Peyerimhoff, 1877
- Argyresthia columbia - Freeman, 1972
- Argyresthia communana - Moriuti, 1969
- Argyresthia conjugella - Apple Fruit Moth - Zeller, 1839
- Argyresthia conspersa - Butler, 1883
- Argyresthia cupressella - Walsingham, 1890
- Argyresthia curvella - Linnaeus, 1761  (đồng nghĩa: Argyresthia cornella)
- Argyresthia cyaneimarmorella - Milliére, 1854
- Argyresthia decimella - Wocke, 1864
- Argyresthia deletella - Zeller, 1873
- Argyresthia denudatella - Zeller, 1847
- Argyresthia diffractella - Zeller, 1877
- Argyresthia dilectella - Zeller, 1874
- Argyresthia dislocata - Meyrick,
- Argyresthia divisella - Dufrane, 1960
- Argyresthia dulcamarella - Bruand, 1856
- Argyresthia dzieduszyckii - Nowicki, 1860
- Argyresthia ephippella - Fabricius, 1777
- Argyresthia eugeniella - Guava Moth - Busck, 1917
- Argyresthia fagetella - Zeller, 1847
- Argyresthia festiva - Moriuti, 1969
- Argyresthia flavicomans - Moriuti, 1969
- Argyresthia flexilis - Freeman, 1961
- Argyresthia franciscella - Busck, 1915
- Argyresthia freyella - Walsingham, 1890
- Argyresthia fujiyamae - Moriuti, 1969
- Argyresthia fundella - Fischer von Röslerstamm, 1835
- Argyresthia furcatella - Busck, 1917
- Argyresthia fuscilineella - Bruand, 1850
- Argyresthia gephyritis - Meyrick, 1938
- Argyresthia glabratella - Zeller, 1847
- Argyresthia glaucinella - Zeller, 1839
- Argyresthia goedartella - Linnaeus, 1758
- Argyresthia helvetica - Heinemann, 1877
- Argyresthia hilfiella - Rebel, 1910
- Argyresthia huguenini - Frey, 1882
- Argyresthia icterias - Meyrick, 1907
- Argyresthia idiograpta - Meyrick, 1935
- Argyresthia illuminatella - Zeller, 1839
- Argyresthia inauratella - Tengström, 1847
- Argyresthia inscriptella - Busck, 1907
- Argyresthia iopleura - Meyrick, 1918
- Argyresthia ivella - Haworth, 1828
- Argyresthia juniperivorella - Kuznetsov, 1958
- Argyresthia kasyi - Friese, 1963
- Argyresthia kuwayamella - Matsumura, 1931
- Argyresthia laevigatella - Herrich-Schäffer, 1855
- Argyresthia lamiella - Bradley, 1965
- Argyresthia laricella - Kearfott, 1908
- Argyresthia leuconota - Turner, 1913
- Argyresthia leuculias - Meyrick,
- Argyresthia libocedrella - Busck, 1917
- Argyresthia liparodes - Meyrick, 1914
- Argyresthia literella - Haworth, 1828
- Argyresthia lustralis - Meyrick, 1911
- Argyresthia maculosa - Tengström, 1874
- Argyresthia magna - Moriuti, 1969
- Argyresthia majorella - Müller-Rutz, 1934
- Argyresthia mariana - Freeman, 1972
- Argyresthia marmorata - Frey, 1880
- Argyresthia media - Braun, 1914
- Argyresthia melitaula - Meyrick, 1918
- Argyresthia mendica - Haworth, 1828
- Argyresthia mesocausta - Meyrick, 1913
- Argyresthia metallicolor - Moriuti, 1969
- Argyresthia minusculella - Rebel, 1940
- Argyresthia mirabiella - Toll, 1948
- Argyresthia monochromella - Busck, 1922
- Argyresthia montana - Fissetchko, 1970
- Argyresthia montella - Chambers, 1877
- Argyresthia mutuurai - Moriuti, 1964
- Argyresthia nemorivaga - Moriuti, 1969
- Argyresthia niphospora - Meyrick, 1938
- Argyresthia nitidella - Fabricius, 1787
- Argyresthia nivifraga - Diakonoff, 1955
- Argyresthia nymphocoma - Meyrick, 1919
- Argyresthia ochridorsis - Zeller, 1877
- Argyresthia oleaginella - Standfuss, 1851
- Argyresthia oreadella - Clemens, 1860
- Argyresthia ornatipennella - Moriuti, 1974
- Argyresthia ossea - Haworth, 1828
- Argyresthia pallidella - Braun, 1918
- Argyresthia pedemontella - Chambers, 1877
- Argyresthia pentanoma - Meyrick, 1913
- Argyresthia perbella - Moriuti, 1969
- Argyresthia percussella - Zeller, 1877
- Argyresthia picea - Freeman, 1972
- Argyresthia pilatella - Braun, 1910
- Argyresthia plectrodes - Meyrick, 1913
- Argyresthia plicipunctella - Walsingham, 1890
- Argyresthia praecocella - Zeller, 1839
- Argyresthia prenjella - Rebel, 1901
- Argyresthia pretiosa - Staudinger, 1880
- Argyresthia pruniella - Cherry Blossom Tineid - Clerck, 1759
- Argyresthia psamminopa - Meyrick, 1932
- Argyresthia pseudotsuga - Freeman, 1972
- Argyresthia pulchella - Zeller, 1846
- Argyresthia purella - Chrétien, 1908
- Argyresthia purpurascentella - Stainton, 1849
- Argyresthia pygmaeella - Hübner, 1816
- Argyresthia quadristrigella - Zeller, 1873
- Argyresthia quercicolella - Chambers, 1877
- Argyresthia rara - Moriuti, 1969
- Argyresthia reticulata - Staudinger, 1877
- Argyresthia retinella - Zeller, 1839
- Argyresthia rileiella - Busck, 1907
- Argyresthia ruidosa - Braun, 1940
- Argyresthia sabinae - Moriuti, 1965
- Argyresthia saporella - Matsumura, 1931
- Argyresthia semifasciella - Stephens, 1835
- Argyresthia semiflavella - Christoph, 1882
- Argyresthia semifusca - Haworth, 1828
- Argyresthia semitestacella - Curtis, 1833
- Argyresthia semitrunca - Meyrick, 1907
- Argyresthia sorbiella - Treitschke, 1835
- Argyresthia spinosella (đồng nghĩa: Argyresthia mendica)
- Argyresthia stilpnota - Meyrick, 1913
- Argyresthia submontana - Frey, 1870
- Argyresthia subreticulata - Walsingham, 1882
- Argyresthia subrimosa - Meyrick, 1932
- Argyresthia taiwanensis - Friese & Moriuti, 1968
- Argyresthia tallasica - Fissetchko, 1970
- Argyresthia tetrapodella - Stephens, 1835
- Argyresthia thoracella - Busck, 1907
- Argyresthia thuiella - Arborvitae Leafminer - Packard, 1871
- Argyresthia trifasciae - Braun, 1910
- Argyresthia trifasciata - Juniper Ermine Moth - Staudinger, 1871
- Argyresthia triplicata - Meyrick, 1914
- Argyresthia trochaula - Meyrick, 1938
- Argyresthia tsuga - Freeman, 1972
- Argyresthia tutuzicolella - Moriuti, 1969
- Argyresthia undulatella - Chambers, 1874
- Argyresthia uniformella - Dufrane, 1960
- Argyresthia visaliella - Chambers, 1875
- Argyresthia walsinghamella - Milliére, 1880

## Hình ảnh

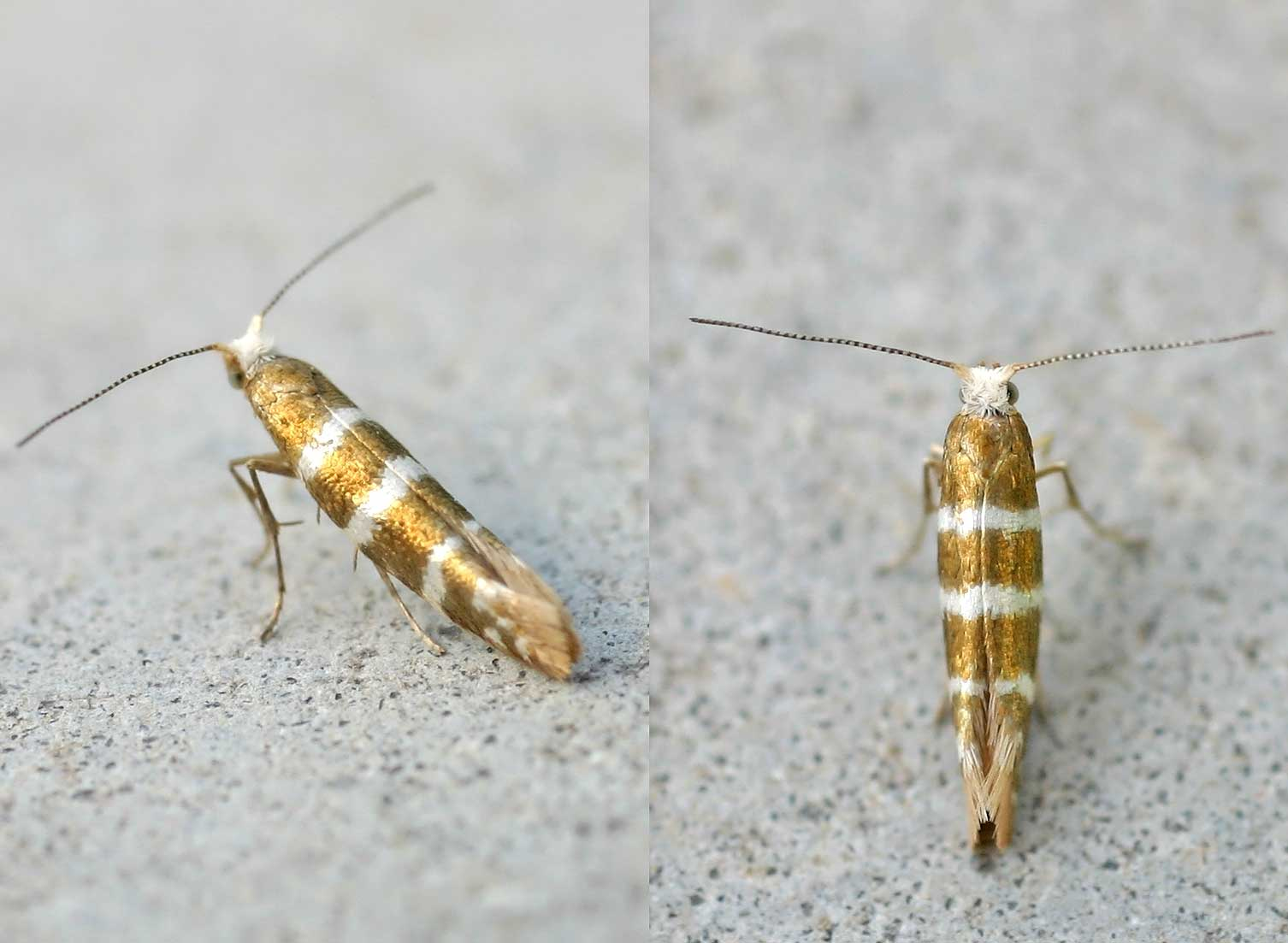